# Badmintonmeisterschaft von Hongkong 2010
Die Badmintonmeisterschaft von Hongkong des Jahres 2010 trug den vollständigen Namen Bank of China (Hong Kong) Hong Kong Annual Badminton Championships 2010 (chinesisch 2010 中銀香港全港羽毛球錦標賽).

## Sieger und Finalisten
| Disziplin    | Gold                                    | Silber                                |
| ------------ | --------------------------------------- | ------------------------------------- |
| Herreneinzel | Hu Yun                                  | Wong Wing Ki                          |
| Dameneinzel  | Yip Pui Yin                             | Chan Hung Yung                        |
| Herrendoppel | Wong Wai Hong Yohan Hadikusumo Wiratama | Albertus Susanto Njoto Hui Wai Ho     |
| Damendoppel  | Chau Hoi Wah Chan Tsz Ka                | Poon Lok Yan Tse Ying Suet            |
| Mixed        | Wong Wai Hong Chau Hoi Wah              | Yohan Hadikusumo Wiratama Yip Pui Yin |